# 小西杏
小西 杏（こにし あん 1980年12月16日- ）は、東京都世田谷区出身 の卓球選手。淑徳学園中学校、四天王寺高等学校、ミキハウスを経てアスモに所属した。卓球ブンデスリーガ、中国卓球スーパーリーグにも一時所属した。

## 経歴
小学校3年から本格的に卓球を始め世田谷区の自宅から全国一強いといわれる神奈川県のチームや大人のチームで練習を続けた。1992年の全日本選手権ホープス、全日本選手権カデット、1995年、全国中学校卓球大会、1998年インターハイで優勝、1998年アジア競技大会（バンコク）では世界ランク2位の李菊を破った。
シドニーオリンピック出場権を獲得するために前年の1999年には世界各地のITTFプロツアーを転戦しクロアチアオープンで2位になるなど世界ランクを120位（1998年12月）から28位（2000年1月）まであげた。この年オランダのアイントホーフェンで行われた第45回世界卓球選手権個人戦では藤沼亜衣とのダブルスでベスト16に入った。
2000年にマレーシアのクアラルンプールで行われた第45回世界卓球選手権団体戦では5位、同年のシドニーオリンピックではシングルスで柳智恵に敗れてベスト16、ダブルスでもベスト16となった。シドニーオリンピック後導入されたこれまでの38mmボールに代わる40mmボールになかなか慣れることができずに一時は卓球をやめようと思ったという。
2001年大阪で行われた第46回世界卓球選手権の団体準々決勝のルーマニア戦ではナスターゼと対戦し第1セットを落とし第2セットも11-19、15-20でマッチポイントを握られたところ（この後相手が5本のサーブ権）から追いつき、32-30でセットを奪うと、第3セットも取り逆転勝利し、銅メダルに貢献、準決勝の中国戦では張怡寧から1セットを取った。同年12月に行われた全日本選手権では準決勝で元世界チャンピオンの小山ちれを初めて破ったが決勝で梅村礼に敗れて準優勝となった。
2001年には中国卓球スーパーリーグに在籍し、日本人選手として初めてシングルスで勝利をあげた。
2002年アジア競技大会（釜山）でも団体で銅メダルを獲得したが全日本選手権ではシードされて初戦の4回戦で越崎歩にストレートで敗れた。
全日本卓球選手権のダブルスでは2002年度から2004年度まで福原愛とのペアで3連覇、混合ダブルスでも2003年度に新井周とのペアで優勝しているが2004年のアテネオリンピックには4月に行われた予選で韓国の李恩実、石恩美に3-4で敗れて出場権を獲得できなかった。
2006年1月の全日本選手権では金沢咲希に敗れて準優勝となった。
2007年の日韓実業団卓球定期戦では朴美英、趙昰羅を倒したがキム・キョンアに敗れて準優勝となった。
2008年にはアシックス卓球ウェアのモデルに起用された。
2009年12月26日に行われた第50回世界卓球選手権団体戦女子選考会では5勝4敗の6位となり1位のみに与えられる代表内定は果たせなかった。
2010年5月、チーム松下がマネージメントしていた岸川聖也、吉田海偉、高木和卓とともにテイクバックにマネージメントされることとなった。また同年6月5日、グランドプリンスホテル高輪で吉田海偉と結婚した。

## 人物
- 2001年、CS放送のスポーツ・アイ ESPNのドキュメンタリー、『Movin' you Honda』に走高跳の太田陽子とともに出演した[19]。
- 2004年に福原愛から仲の良い選手として名前をあげられた[20]。

## 主な戦績
2001年
- 平成13年度全日本卓球選手権大会 女子シングルス 準優勝、混合ダブルス 準優勝（新井周ペア）

2002年
- 平成14年度全日本卓球選手権大会 女子ダブルス 優勝（福原愛ペア）

2004年
- 平成15年度全日本卓球選手権大会 女子ダブルス 優勝（福原愛ペア）（二連覇）、混合ダブルス 優勝（新井周ペア）

2005年
- 平成16年度全日本卓球選手権大会 女子ダブルス 優勝（福原愛ペア）（三連覇）
- 第39回全日本社会人卓球選手権 女子シングルス 優勝

2006年
- 平成17年度全日本卓球選手権大会 女子シングルス 準優勝

2008年
- 第17回日本卓球リーグ・ビッグトーナメント 女子シングルス 準優勝